# Fuochi d'artificio (film 1944)
Fuochi d'artificio (Birdy and the Beast) è un film del 1944 diretto da Robert Clampett. È un cortometraggio d'animazione della serie Merrie Melodies, prodotto dalla Leon Schlesinger Productions e uscito negli Stati Uniti il 19 agosto 1944, distribuito dalla Warner Bros. È il secondo cartone animato con protagonista Titti e il primo in cui il canarino ha questo nome.

## Trama

Una scena del corto

Un gatto sale sull'albero dove Titti sta dormendo nel suo nido, e cerca di catturare il canarino per mangiarselo. Titti fugge e il gatto lo insegue, imbattendosi però in un bulldog che lo costringe a fuggire a sua volta. Titti va a cercare il gatto, finendo nella sua bocca. Quindi accende un fiammifero e dà fuoco alla bocca del gatto, che urla e sbatte la testa contro una trave perdendo conoscenza. Titti esce e, con un cappello da pompiere, gli mette in bocca un tubo che però è collegato a un barile di gasolio. Così, quando Titti apre il rubinetto, il gatto salta in aria.
Il felino però non demorde e, seppur ferito, cerca nuovamente di mangiare Titti mettendosi della paglia in bocca e fingendo di essere un nido. Il canarino entra nel "nido", ma viene subito mandato via da una gallina che vi depone delle uova dentro. Il gatto abbandona la mascherata e insegue Titti, che sale l'albero da dentro il tronco e ritorna nel suo nido. Il gatto lo segue ma, non riuscendo a uscire dal tronco, mette una zampa fuori dal buco cercando di acchiappare Titti, che però gli dà una granata innescata. Il gatto, che pensa di aver finalmente preso il canarino, torna a terra ed esplode. Quindi Titti sbarra altre quattro lineette tra quelle tracciate sull'albero, rivelando che il gatto di cui si è liberato è solo l'ultimo di una lunghissima serie.

## Distribuzione

### Edizione italiana
Il corto fu distribuito nei cinema italiani dalla Gold Film il 10 ottobre 1962 all'interno del programma Silvestro contro tutti, in lingua originale. Fu doppiato in italiano solo alla fine degli anni novanta dalla Time Out Cin.ca per la trasmissione televisiva. Non essendo stata registrata una colonna sonora senza dialoghi, nelle scene parlate la musica fu sostituita.